# 해운대 힐스테이트 위브
해운대 힐스테이트 위브(영어: Haeundae Hillstate We've)은 대한민국 부산광역시 해운대구 중동에 위치한 초고층 대단지 아파트다. 지하 7층 ~ 53층, 총 21개동 2,369세대로 구성되어 있다.

## 역사
2009년에 초고층 주상복합 아파트인 해운대 힐스테이트 위브를 지을 계획이 있었다. 이후 이 아파트가 2011년 4월에 분양하였다. 그 당시 착공하여 2013년 12월에 완공하였고 2015년 4월에 입주가 시작되었다.

## 구성
해운대 힐스테이트 위브는 한 개의 마천루가 아니라 여러개의 마천루 단지로 구성되어 있으며 모두 주상복합 아파트로 사용된다. 입주 지연 사태로 인하여 2015년 4월부터 입주가 가능해졌다.

### 해운대 힐스테이트 위브 1단지
해운대 힐스테이트 위브 1단지는 전체 5개 동 중 101, 102, 103, 104, 105동의 마천루를 일컫는다.
| 동 명칭 | 층수 |
| ------- | ---- |
| 101동   | 39층 |
| 102동   | 53층 |
| 103동   | 45층 |
| 104동   | 49층 |
| 105동   | 45층 |

### 해운대 힐스테이트 위브 2단지
해운대 힐스테이트 위브 2단지는 전체 4개 동 중 201, 202, 203, 204동의 마천루를 일컫는다.
| 동 명칭 | 층수 |
| ------- | ---- |
| 201동   | 47층 |
| 202동   | 53층 |
| 203동   | 35층 |
| 204동   | 45층 |

### 해운대 힐스테이트 위브 3단지
해운대 힐스테이트 위브 3단지는 전체 6개 동 중 301, 302, 303, 304, 305, 306동의 마천루를 일컫는다.
| 동 명칭 | 층수 |
| ------- | ---- |
| 301동   | 7층  |
| 302동   | 5층  |
| 303동   | 5층  |
| 304동   | 6층  |
| 305동   | 5층  |
| 306동   | 4층  |

### 해운대 힐스테이트 위브 4단지
해운대 힐스테이트 위브 4단지는 전체 6개 동 중 401, 402, 403, 404, 405, 406동의 마천루를 일컫는다.
| 동 명칭       | 층수 |
| ------------- | ---- |
| 401동 ~ 406동 | 3층  |

## 특징

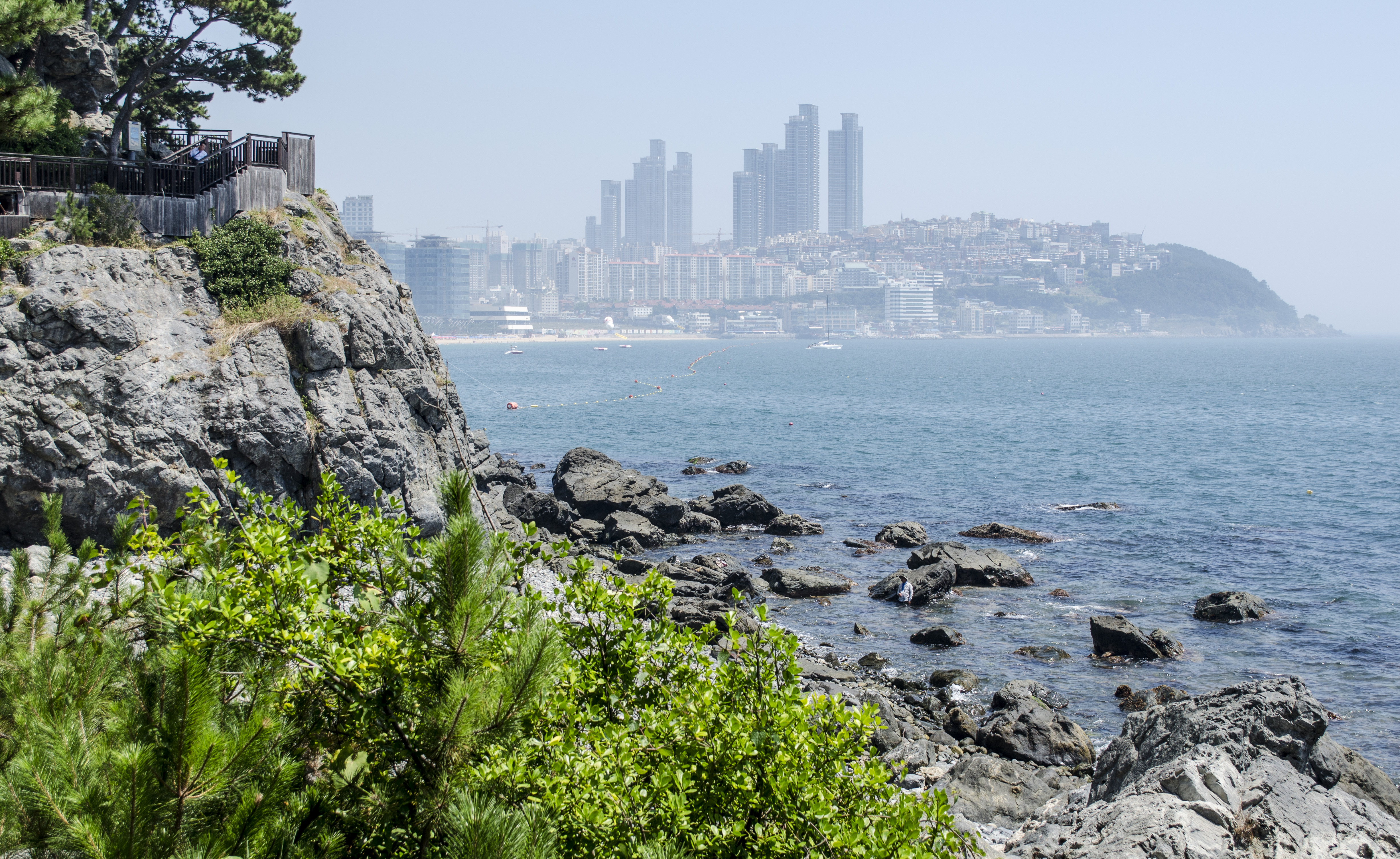
2013년 8월 18일.

### 아파트
이곳은 달맞이 고개라는 관광상업 및 주거지다. 고급 빌라와 분위기있는 카페 레스토랑이 즐비하다. 부산시민공원 1/3규모의 넓은 부지를 자랑한다. 2369세대의 큰 대단지다. 단지 내 폭포 3개소와 분수등 조경이 뛰어나다. 아이들이 뛰놀기 좋으며 사우나, 헬스장, 골프장, 독서실, 도서관, 전시홀, 갤러리홀 등 많은 커뮤니티 시설을 자랑한다.

### 시설

#### 주변 시설
동백초등학교가 바로 앞에 있는 일명 초품아이며,단지 바로 앞에 주민센터와 경찰서 단지 끝 부분엔 소방서까지 있어 관세권이라 불린다

#### 상업시설
해운대 해수욕장이나 센텀시티쪽에 대형 상권이 형성되어 있다. 센텀시티, 신세계백화점, 이마트, NC백화점, 메가박스, 롯데시네마가 가까운 쪽에 위치하고 있어 쉽게 이용할 수 있다. 근처 지역인 해운대 신시가지에 있는 병원, 구청, 소방서 등의 공공시설도 있다.

#### 아파트 편의 시설
집이 비었을 때 택배를 받을 수 있는 무인 택배 시스템이 있으며 지하 주차장에 주차를 하고 벽에 부착되어있는 기기에 입주민 마스터키를 대면 주차 위치가 인터폰에 기록이 되고 엘리베이터가 호출되는 기능이 있다. 또 입주민 마스터키를 소지만 하고 있으면 키를 공동현관 보안 인터폰에 찍을 필요가 없이 몸에 소지만 하면 알아서 인식해 자동문이 자동으로 열린다. 현관문도 마찬가지이다. 이외에도 골프장, 사우나, 휘트니스 센터, 게스트 룸, 독서실, 보육시설등 고급 아파트에 있는 시설이 갖추어져 있다.

#### 내부 시설

##### 101동
| 층수                | 용도       |
| ------------------- | ---------- |
| 2층 ~ 39층          | 아파트     |
| 1층                 | 로비       |
| 지하 7층 ~ 지하 1층 | 지하주차장 |

##### 102동
| 층수                | 용도       |
| ------------------- | ---------- |
| 2층 ~ 53층          | 아파트     |
| 1층                 | 로비       |
| 지하 7층 ~ 지하 1층 | 지하주차장 |

##### 103동
| 층수                | 용도       |
| ------------------- | ---------- |
| 2층 ~ 45층          | 아파트     |
| 1층                 | 로비       |
| 지하 7층 ~ 지하 1층 | 지하주차장 |

##### 104동
| 층수                | 용도       |
| ------------------- | ---------- |
| 2층 ~ 49층          | 아파트     |
| 1층                 | 로비       |
| 지하 7층 ~ 지하 1층 | 지하주차장 |

##### 105동
| 층수                | 용도       |
| ------------------- | ---------- |
| 2층 ~ 45층          | 아파트     |
| 1층                 | 로비       |
| 지하 7층 ~ 지하 1층 | 지하주차장 |

##### 201동
| 층수                | 용도       |
| ------------------- | ---------- |
| 2층 ~ 47층          | 아파트     |
| 1층                 | 로비       |
| 지하 7층 ~ 지하 1층 | 지하주차장 |

##### 202동
| 층수                | 용도       |
| ------------------- | ---------- |
| 2층 ~ 53층          | 아파트     |
| 1층                 | 로비       |
| 지하 7층 ~ 지하 1층 | 지하주차장 |

##### 203동
| 층수                | 용도       |
| ------------------- | ---------- |
| 2층 ~ 35층          | 아파트     |
| 1층                 | 로비       |
| 지하 7층 ~ 지하 1층 | 지하주차장 |

##### 204동
| 층수                | 용도       |
| ------------------- | ---------- |
| 2층 ~ 40층          | 아파트     |
| 1층                 | 로비       |
| 지하 7층 ~ 지하 1층 | 지하주차장 |

##### 301동
| 층수                | 용도         |
| ------------------- | ------------ |
| 2층 ~ 7층           | 아파트       |
| 1층                 | 로비, 아파트 |
| 지하 7층 ~ 지하 1층 | 지하주차장   |

##### 302동
| 층수                | 용도         |
| ------------------- | ------------ |
| 2층 ~ 5층           | 아파트       |
| 1층                 | 로비, 아파트 |
| 지하 7층 ~ 지하 1층 | 지하주차장   |

##### 303동
| 층수                | 용도         |
| ------------------- | ------------ |
| 2층 ~ 5층           | 아파트       |
| 1층                 | 로비, 아파트 |
| 지하 7층 ~ 지하 1층 | 지하주차장   |

##### 304동
| 층수                | 용도         |
| ------------------- | ------------ |
| 2층 ~ 6층           | 아파트       |
| 1층                 | 로비, 아파트 |
| 지하 7층 ~ 지하 1층 | 지하주차장   |

##### 305동
| 층수                | 용도         |
| ------------------- | ------------ |
| 2층 ~ 5층           | 아파트       |
| 1층                 | 로비, 아파트 |
| 지하 7층 ~ 지하 1층 | 지하주차장   |

##### 306동
| 층수                | 용도         |
| ------------------- | ------------ |
| 2층 ~ 4층           | 아파트       |
| 1층                 | 로비, 아파트 |
| 지하 7층 ~ 지하 1층 | 지하주차장   |

##### 401동 ~ 406동
| 층수                | 용도         |
| ------------------- | ------------ |
| 2층 ~ 3층           | 아파트       |
| 1층                 | 로비, 아파트 |
| 지하 7층 ~ 지하 1층 | 지하주차장   |

## 사건 및 사고

### 아파트 화재
2013년 2월 15일 건설 도중에 내부에서 화재가 발생했다.

### 입주 지연 사태
해운대 힐스테이트 위브는 2013년 12월에 완공이 되었지만 입주는 1년 넘게 지연되어 2015년에 가능해졌다. 미분양 534가구 때문에 공사비 회수가 어렵게 된 시공사와 조합원측이 조합원 추가 분담금 규모를 놓고 이견을 좁히지 못해 1년 넘게 갈등을 빚고 있었다. 결국 2015년 초 시공사 측이 일반분양 실패에 따른 손실분을 떠안기로 하면서 급물살을 탔고, 조합원들과 시공사 양측은 사업비와 금융비용 증가에 대한 조합원 추가 분담금 규모를 놓고 막바지 협상을 벌인 후 2015년 1월 14일 준공허가 절차를 밟았다. 그 후 2015년 4월달에 입주를 하였다.

### 미분양 사태
2015년 4월 입주 후에도 60평대 이상 대형 평수와 90평대 펜트하우스 미분양분이 있다고 한다.

## 대중문화
- 2017년부터 2018년까지 방영된 드라마 언터처블에 해운대 힐스테이드 위브가 나온다.

## 교통
아파트 단지 앞 노선버스 139,141번 및 마을버스 해운대구 7,8번 버스정류장이 소재하며 지하철 2호선 '장산역'까지 도보 약 10분 이상 정도 소요된다. 이를 개선하기 위해 입주민들을 위한 셔틀버스를 운행하고 있다.

## 갤러리

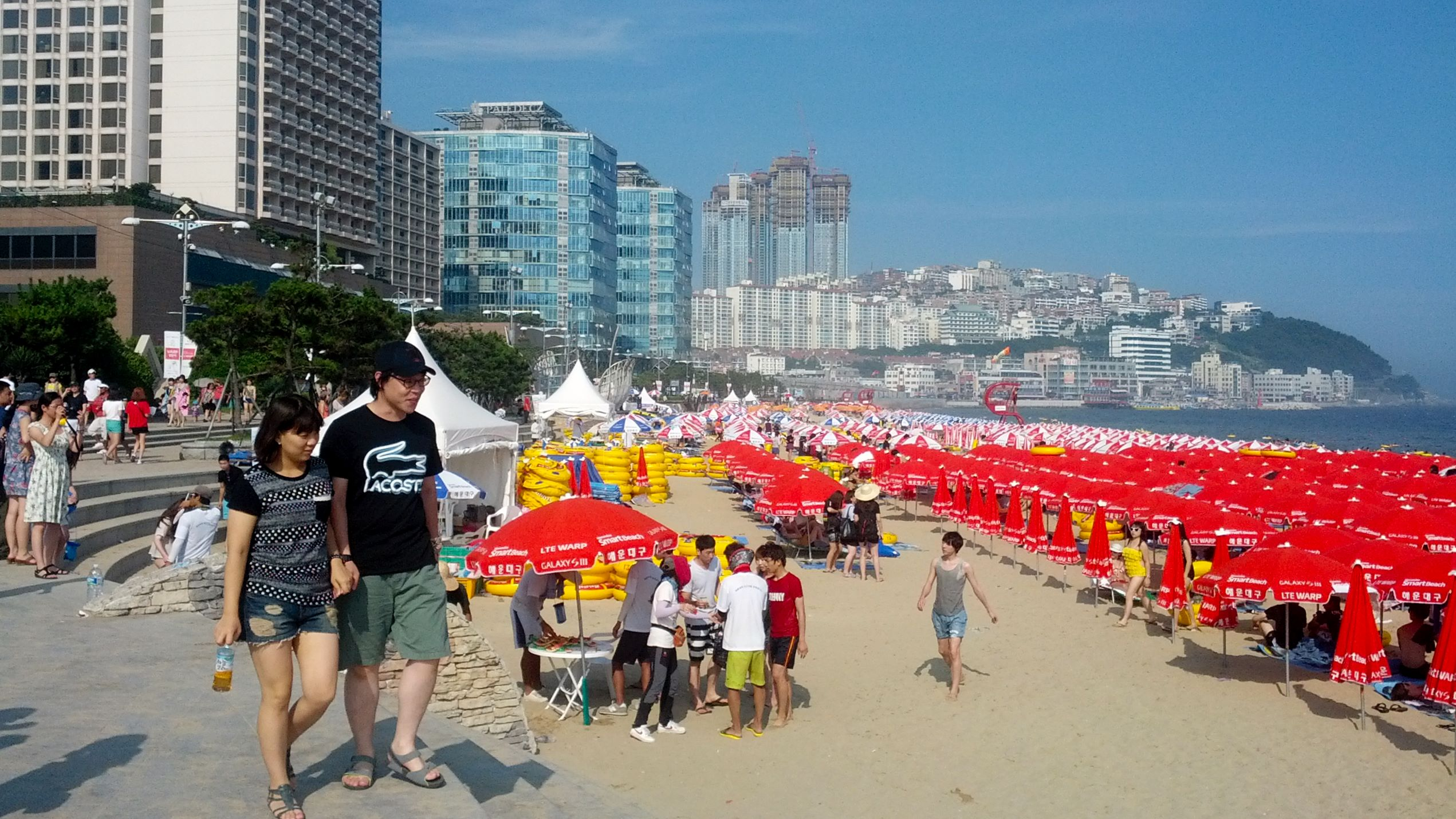
2012년 7월 27일
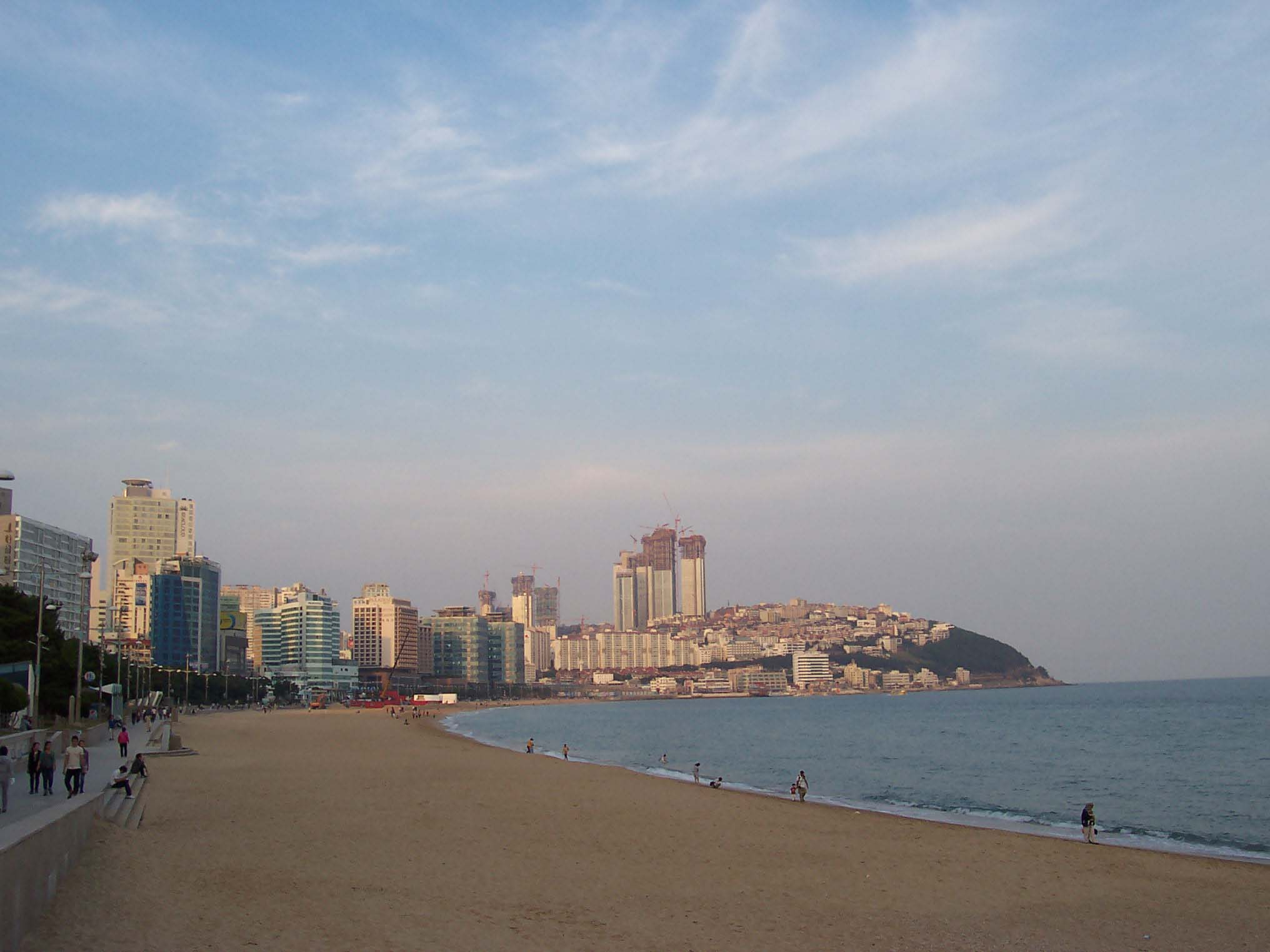
2012년 9월 3일
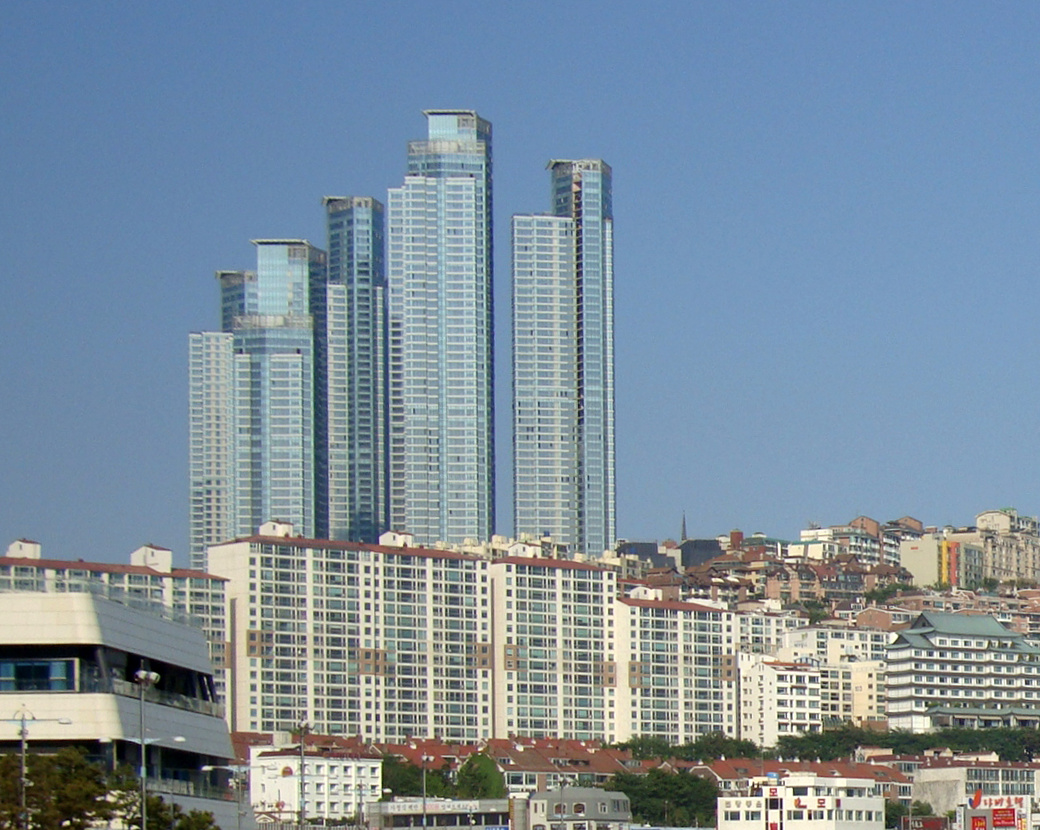
2013년 5월 11일
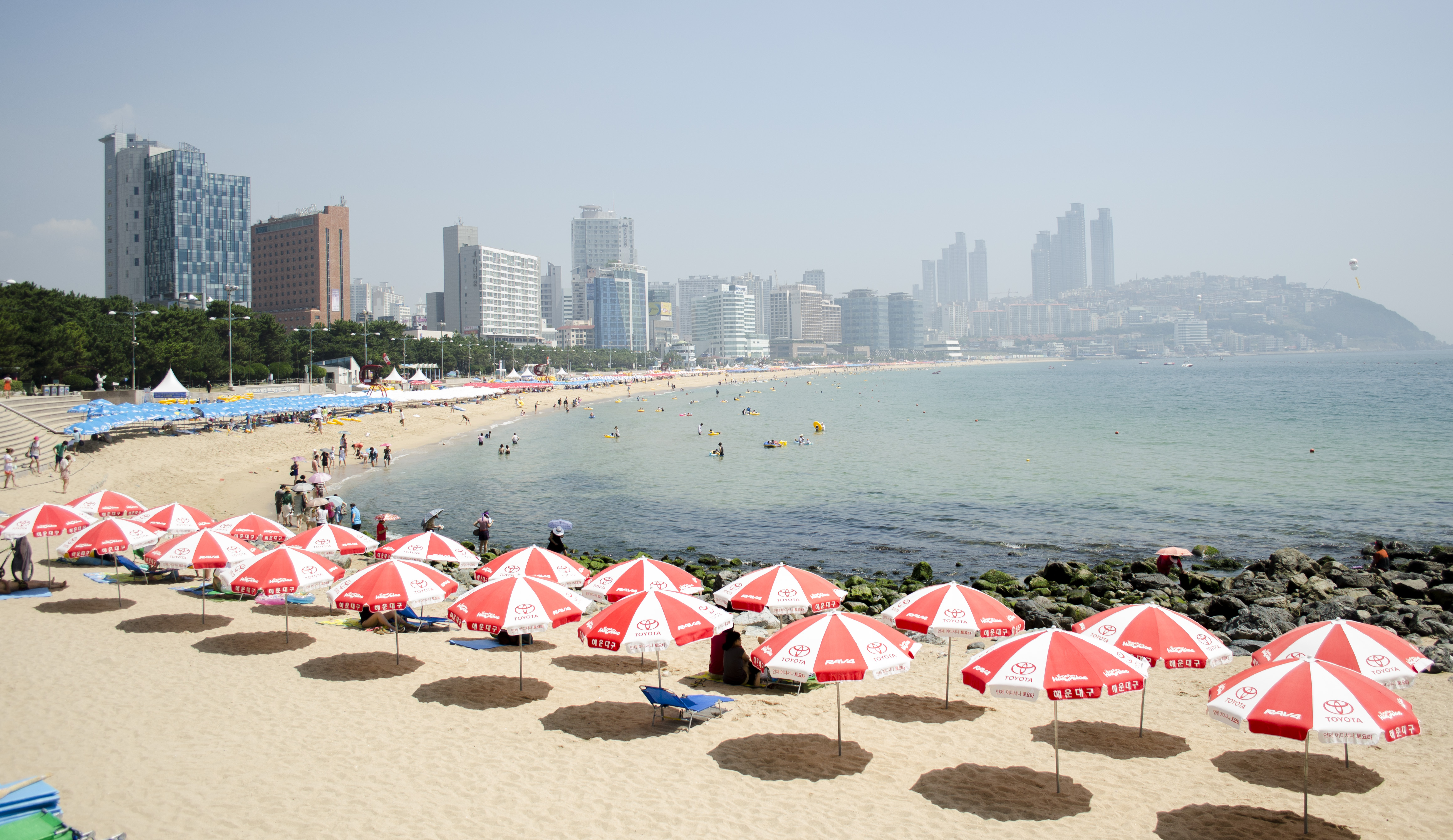
2013년 8월 18일
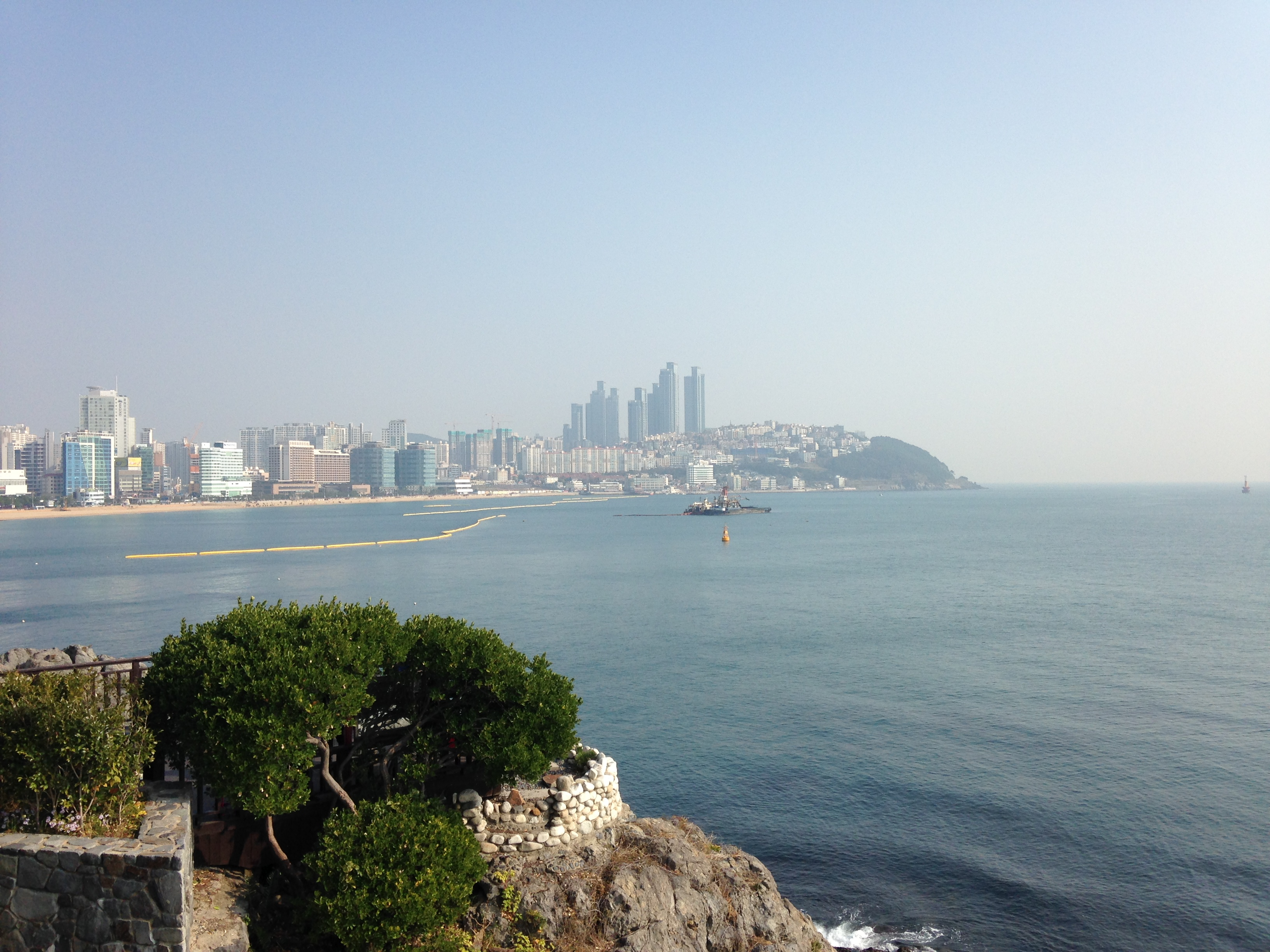
2013년 11월 16일
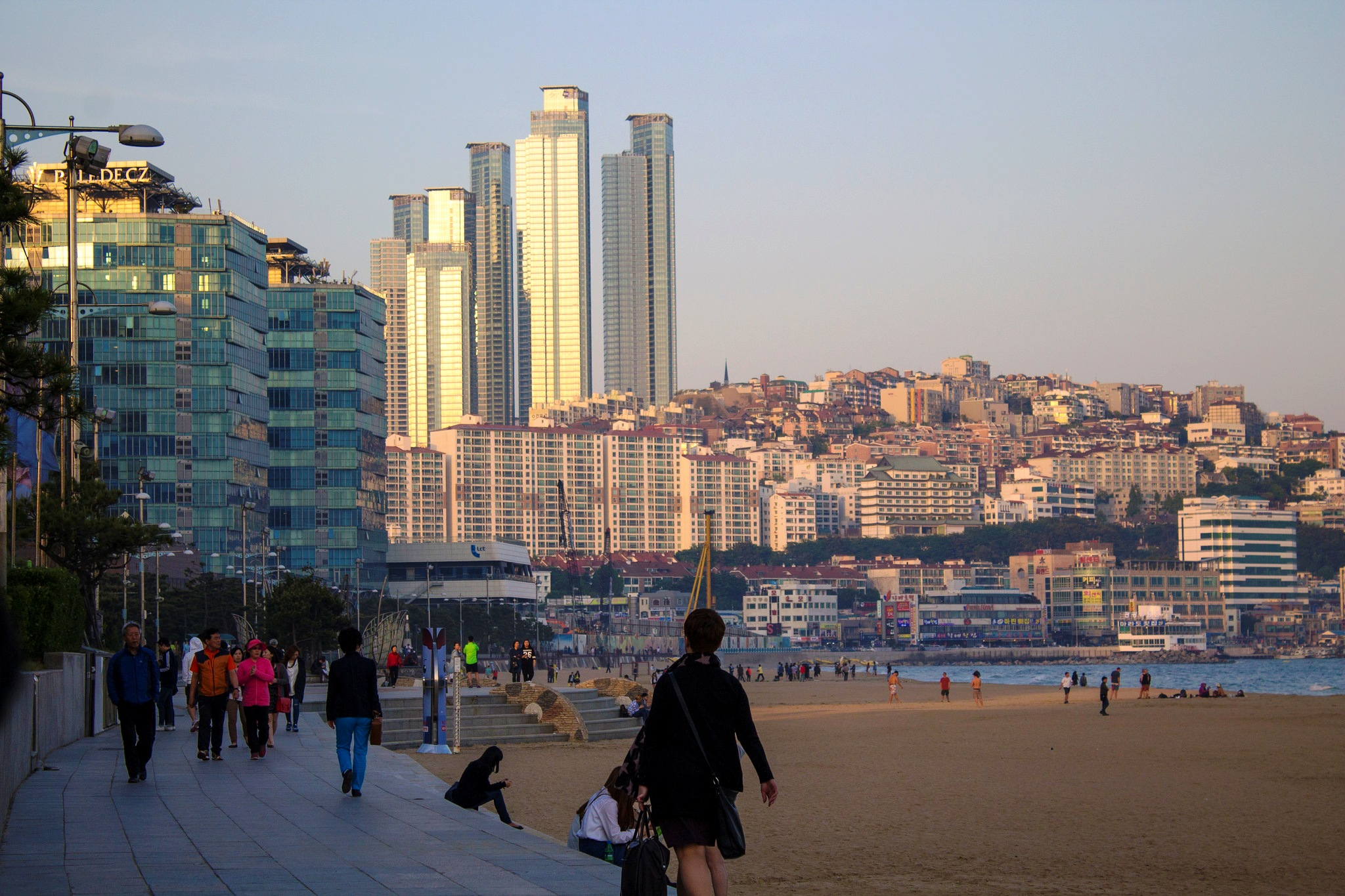
2014년 5월 13일
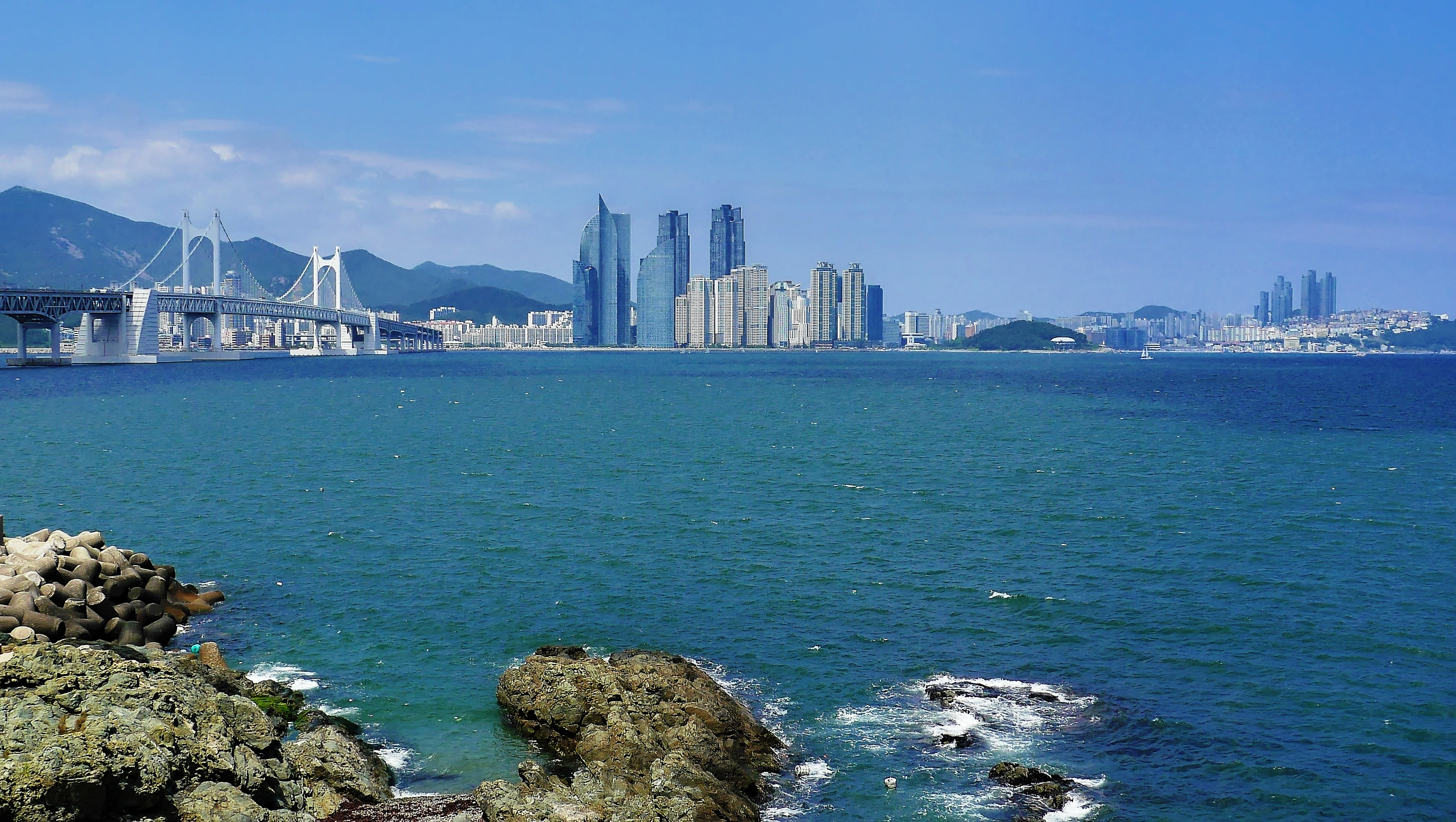
2014년 7월 4일
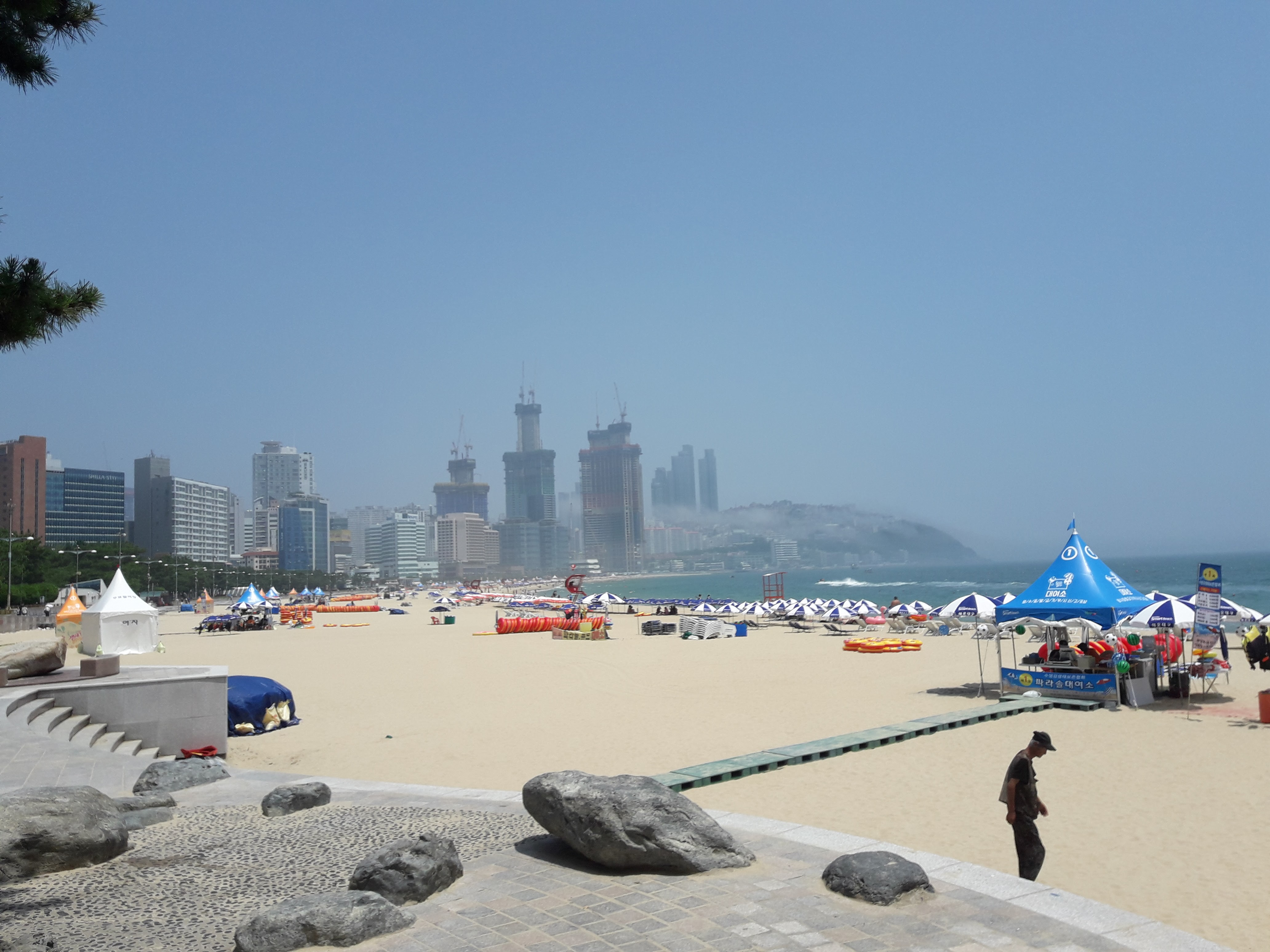
2017년 7월 13일
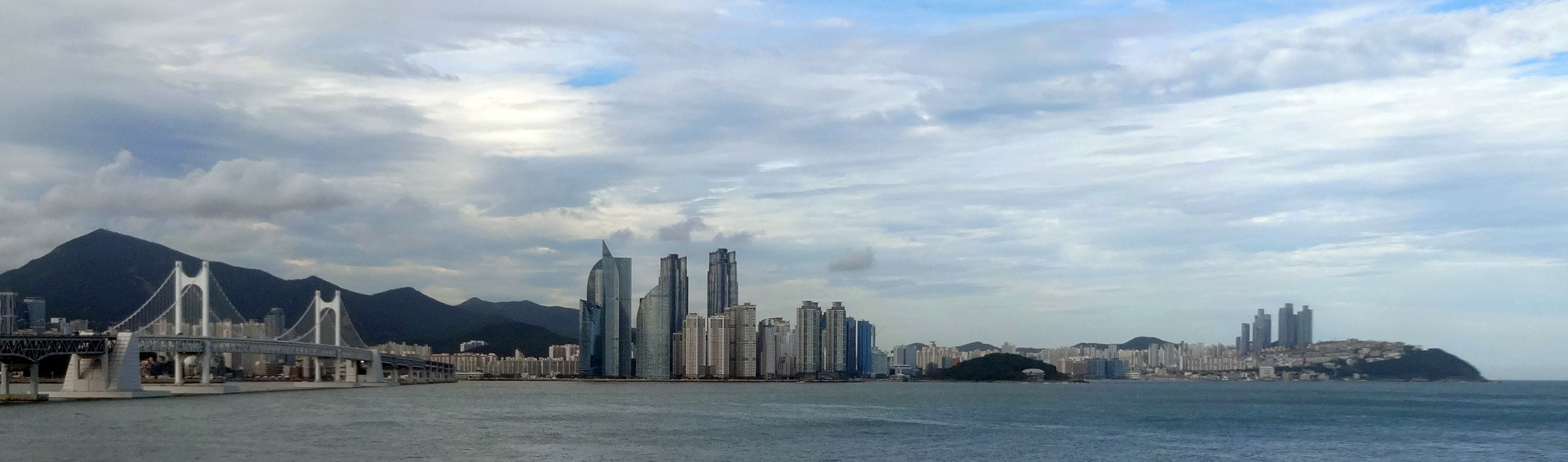
2014년 8월 21일
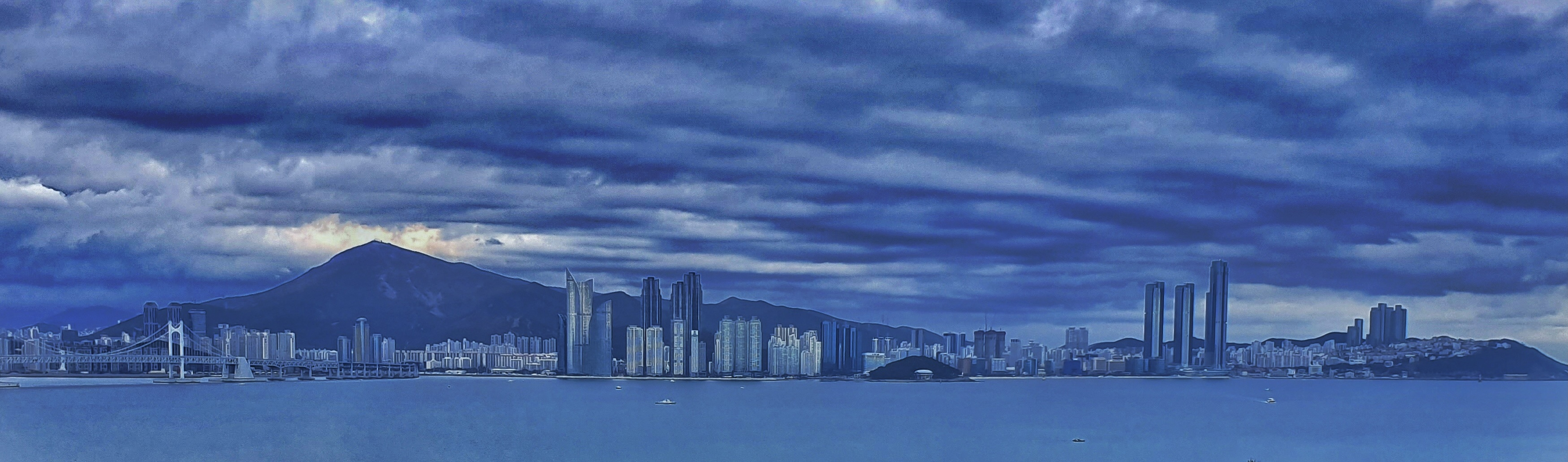
2019년 11월 17일

## 같이 보기
- 대한민국의 마천루 목록
- 부산광역시의 마천루 목록